# Frans Paul de Jager
Frans Paul de Jager ('s-Gravenhage, 18 maart 1914 - Moerdijk, 10 mei 1940) was een Nederlands officier van de Artillerie die zich tijdens de verdediging van het bruggenhoofd Moerdijk tegen Duitse parachutisten zodanig onderscheidde, dat men hem postuum tot Ridder 4e klasse in de Militaire Willems-Orde benoemde.

## Oorlogsbiografie
De Jager was in december 1935 benoemd tot reserve tweede luitenant der artillerie en drie jaar later reeds bevorderd tot reserve eerste luitenant, waarmee hij als 24-jarige een jonge Nederlandse eerste luitenant was voor die tijd.
Luitenant De Jager werd in augustus 1939 gemobiliseerd en aangesteld als commandant van de 28e Batterij 6-veld, een 5,7 cm vuurmond van Krupp dat in 1894 was ingevoerd bij het Veldleger. In april 1940 werd De Jager met zijn brigade overgeplaatst van het oostfront van de Vesting Holland naar het zuidfront, waar de helft van zijn batterij een opstelling kreeg onder de Moerdijkbruggen.
Toen op 10 mei 1940 een paar honderd Duitse parachutisten nabij het dorp Moerdijk afsprongen, ging de luitenant De Jager met zijn beide vuurmonden en vijftien man personeel op weg naar een locatie aan de zuidzijde van het te verdedigen bruggenhoofd. Onderweg werden zij echter belaagd door gelande Duitse parachutisten, zodat de sectie van de luitenant in het min of meer open terrein een opstelling moest kiezen, langs de toenmalige hoofdweg van Moerdijk naar Breda. Tijdens het gevecht dat ontstond bediende de luitenant zelf een van de twee vuurmonden, samen met een soldaat. Toen hij op een zeker moment de vuurmond liet omdraaien om vijand uit een andere richting te bestoken, durfde niemand van de bediening het kanon meer te richten en af te vuren, omdat ze zich daarbij gevaarlijk bloot moesten geven. Na een eerste schot ongericht te hebben afgevuurd besloot de luitenant alsnog goed te richten. Al doende werd hij in het hoofd getroffen en stierf ter plaatse vrijwel meteen aan zijn verwonding. Kort nadien moest zijn sectie zich aan de Duitsers overgeven.
Luitenant De Jager werd na de strijd voorgedragen voor de hoogste militaire onderscheiding, de Militaire Willemsorde. Hij was een van de zeer weinige die de onderscheiding werkelijk (bij Koninklijk Besluit) toegekend kreeg, op 9 mei 1946, postuum.

## Mutatie bij onderscheiding
Heeft zich door het bedrijven van uitstekende daden van moed, beleid en trouw onderscheiden, door op 10 mei 1940 bij het bruggehoofd aan de Zuidzijde van de Moerdijkbrug, met een sectie 6 veld omsingeld zijnde door overmachtige vijandelijke valschermtroepen, zeer beleidvol en met grooten moed het gevecht te leiden, en tot het laatst stand te houden, waarbij hij persoonlijk een zijner stukken bediende. Hij is bij deze actie gesneuveld.